# Tempos Modernos (canção)
"Tempos Modernos" é uma canção de 1982 gravada e composta por Lulu Santos e lançada originalmente por ele no álbum Tempos Modernos. Outros cantores, porém, já regravaram a canção, mais notavelmente o grupo Jota Quest, mas também: Claudinho & Buchecha, Marisa Monte, Netinho, Biquini Cavadão, Ivete Sangalo, Zizi Possi, Preta Gil, LS Jack, Zé Ramalho, entre outros.

## Informações
Lulu Santos lançou a canção como compacto simples em 1982 a fim promover seu primeiro álbum. A canção alcançou grande airplay e sucesso comercial, sendo considerada uma das mais bem-sucedidas da carreira do cantor e frequentemente incluída em suas compilações e listas de especialistas de melhores músicas daquele ano.
Para promover a canção, a canção foi incluída na trilha sonora da telenovela Sol de Verão, da Rede Globo, e o cantor gravou para o programa de televisão Fantástico, da mesma emissora, um videoclipe, exibido na edição do dia 15 de agosto do mesmo ano. Neste videoclipe, Lulu Santos sobrevoa as cidades de Ouro Preto e Mariana, em Minas Gerais em um balão.
Em 2022 a música foi tema de abertura da Telenovela Travessia interpretada por Seu Jorge.

## Faixas
| 7" (WEA CS 16227) |                                                               |                |         |  |
| N.º               | Título                                                        | Compositor(es) | Duração |  |
| 1.                | "Tempos Modernos" (Tema da Novela Sol de Verão da Rede Globo) | Lulu Santos    | 4:18    |  |
| 2.                | "Scarlet Moon"                                                | Rita Lee       | 3:50    |  |
| Duração total:    | Duração total:                                                | Duração total: | 8:08    |  |

## Ficha Técnica
Fonte:
- Lulu Santos — Vocais, violão, guitarras, mixagem, arranjos
- Liminha — baixo, direção artística e arranjos
- Lincoln Olivetti — teclados
- Serginho Herval — bateria

Capa do single por Marco Rodrigues (foto) e Silvia M. Panella (arte).

## Remix de Pedro Sampaio
Em 11 abril de 2024, Lulu Santos lança o terceiro single de seu projeto de fazer novas versões de seus clássicos. Nessa remixagem de "Tempos Modernos", traz Pedro Sampaio em uma repaginada pop com elementos da música eletrônica e do funk brasileiro.

## Versão de Claudinho & Buchecha
Tempos Modernos é uma canção gravada pela extinta dupla pop Claudinho & Buchecha, lançada em 1996 como terceiro single do álbum homônimo. Regravação do grande sucesso de Lulu Santos, é uma versão pop rap de um clássico do pop rock nacional. Na voz da dupla, que foi sucesso em seu ramo de atuação, a versão conteve batidas pop não vista na original e foi aclamada por público e crítica.

## Versão de Jota Quest
Tempos Modernos é uma canção gravada pela banda Jota Quest, lançada em 2012 no Brasil para a coletânea Mega Hits. Foi tema de abertura da vigésima temporada da novela Malhação da Rede Globo, a partir de agosto do mesmo ano. Regravação da faixa-título de um dos melhores álbuns da carreira de Lulu Santos, a banda gravou uma nova versão mais pop e dançante. Foi lançada como single nas rádios brasileiras no final de novembro de 2012, e também, para download digital.

### Tabelas musicais
| Tabela musical (2013)             | Melhor posição |
| --------------------------------- | -------------- |
| Brasil (Brasil Hot 100 Airplay)   | 21             |
| Brasil (Brasil Hot Pop & Popular) | 7              |

## Versão dos DJs Make U Sweat
Em 25 de maio de 2018 o trio de DJs Make U Sweat lança para as plataformas digitais o single Tempos Modernos (Extended Mix). Juntamente com a participação de Lulu Santos que cantou Tempos Modernos e ainda participou do clip oficial da canção. A canção foi remixada pelo trio de DJs ressuscitando e relembrando o grande e maior sucesso de Lulu Santos.

## Versão de DJ Memê, Fernanda Abreu e Toni Garrido
Em 7 de junho de 2019 , o DJ Memê lançou um single produzido por ele com os vocais de Fernanda Abreu e Toni Garrido.